# Mont du Chat
Ne doit pas être confondu avec Signal du Mont du Chat.
Le mont du Chat, situé dans le département français de la Savoie en région Auvergne-Rhône-Alpes, est la partie centrale et culminante de l'anticlinal l'Épine/Le Chat, appartenant au massif du Jura et culminant à 1 496 mètres d'altitude au signal du Mont du Chat accessible par la route départementale 42.

## Géographie

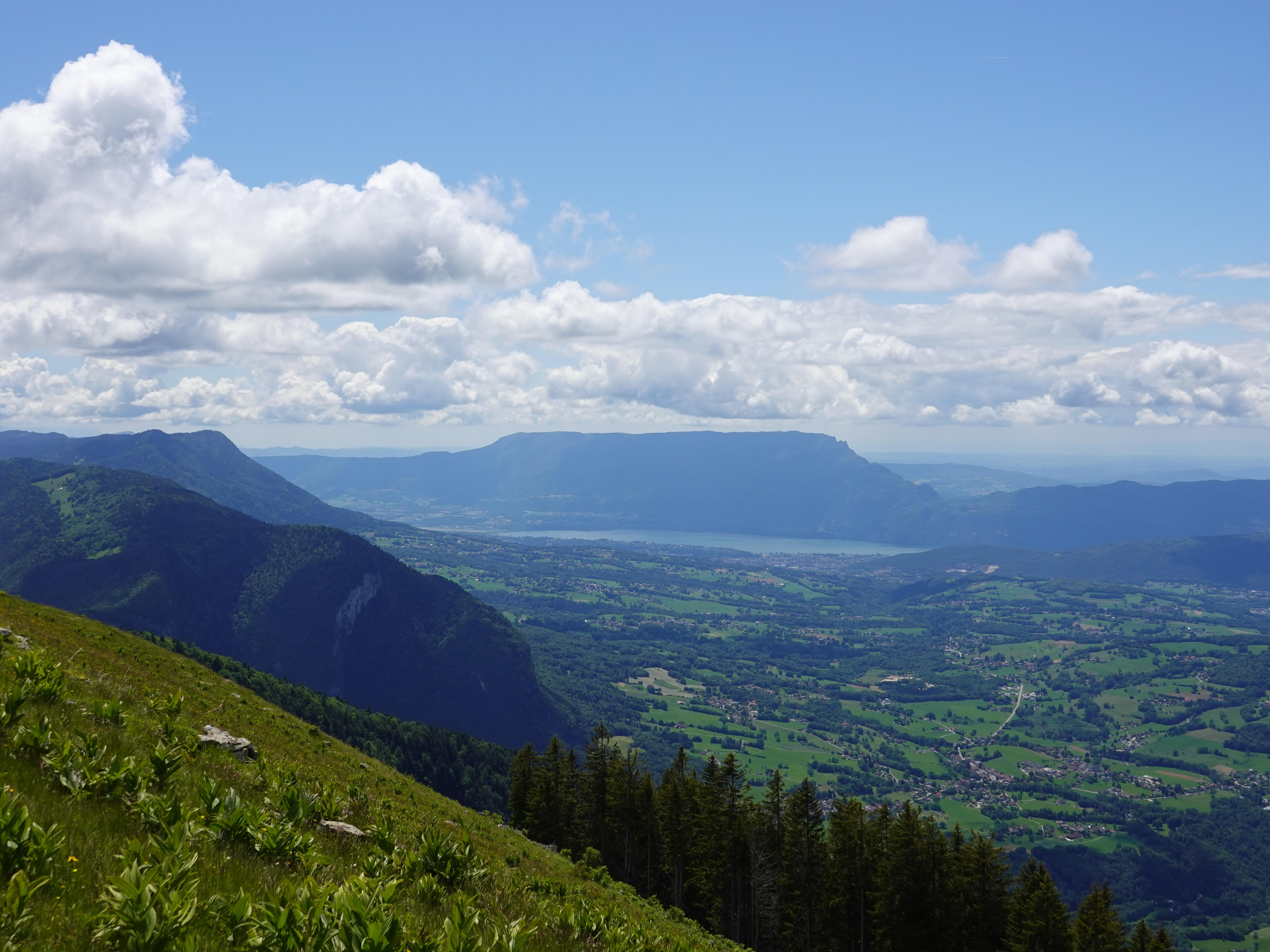
Vue du mont du Chat et du lac du Bourget à ses pieds depuis le Semnoz au nord-est.

### Situation
L'anticlinal du mont du Chat sépare les bassins tertiaires du lac du Bourget et du lac d'Aiguebelette. Il est délimité au nord par le col du Chat et au sud par le col de l'Épine. Il domine la ville du Bourget-du-Lac et le sud du lac du Bourget à l'est et la vallée du Flon à l'ouest.

### Sommets
Le mont du Chat représente la partie la plus large et la plus élevée de l'anticlinal. Plusieurs des plus hauts sommets s'y trouvent, dont le point culminant.
- Signal du Mont du Chat (1 496 m)
- Molard Noir (1 443 m)
- La Pierre Gravée (1 441 m)
- Dent du Chat (1 390 m)